# 三浦村 (大分県)
三浦村（みうらむら）は大分県北部、西国東郡に属していた村。現在の豊後高田市北端部の一角にあたり、周防灘に面する。

## 地理
- 海洋：周防灘

## 歴史
- 1889年（明治22年）4月1日 - 町村制の施行により、堅来村、小畠村、羽根村が合併して発足。
- 1954年（昭和29年）8月31日 - 香々地町・三重村と合併し、改めて香々地町が発足。同日三浦村廃止。
- 2005年（平成17年）3月31日 - 香々地町が豊後高田市・真玉町と合併し、改めて豊後高田市が発足。

## 交通

### 道路
- 国道213号